# Asmat, historische en hedendaagse fotografie
Asmat, historische en hedendaagse fotografie was een foto-expositie van 31 januari tot en met 1 juni 2008 in het Tropenmuseum in Amsterdam. Op de tentoonstelling werd een aantal moderne kleurenfoto's getoond naast, en in contrast met, oude zwart-witbeelden - foto's en documentaire films - van de Asmat, een bevolkingsgroep aan de zuidkust van Papoea. 
De Asmat stonden in het verleden bekend als krijgshaftige koppensnellers, nog levend in het stenen tijdperk, waarmee aan het begin van de twintigste eeuw voor het eerst contact werd gemaakt door de leden van Nederlandse militaire exploratiedetachementen en wetenschappelijke expedities. Pas in de jaren vijftig werden de contacten geïntensiveerd door de vestiging van Nederlandse bestuursposten - de Indonesische provincie Papoea was toen nog Nederlands-Nieuw-Guinea - en de komst van de missionarissen van het Heilig Hart. 
Foto's voor de tentoonstelling uit die periode, grofweg de eerste helft van de twintigste eeuw, kwamen uit de collectie van het Tropenmuseum. Recent fotomateriaal van de Asmat was evenwel niet aanwezig. Dat kon worden geselecteerd uit de vele diapositieven van Wim van Oijen, een reiziger en fotograaf die al vele jaren het woongebied van de Asmat doorkruist. De expositie liet zien hoe sommige aspecten van de Asmat en hun dagelijkse leven drastisch waren veranderd en hoe andere aspecten, zoals hun moerassige woonomgeving zonder noemenswaardige moderne infrastructuur, vrijwel hetzelfde waren gebleven. Duidelijk werd dat de moderne tijd zijn impact had in de vorm van westerse goederen en bezigheden - kledingstukken, buitenboordmotoren, transistorradio's, balspelletjes - en door oude Nederlandse en nieuwe Indonesische invloeden zoals het christendom, verkiezingsbijeenkomsten en propaganda voor Indonesische politieke partijen zoals de Golkar.
Kort na de tentoonstelling werden de originele 33 dia's, waarvan de fotoafdrukken te zien waren geweest, door het Tropenmuseum van Wim van Oijen aangekocht. Bij de tentoonstelling, die gerekend wordt tot de categorie van kleinere exposities, verscheen geen catalogus. 
Zie ook: Asmat, Zuidwest Nieuw-Guinea